# Vlag van Niue
De vlag van Niue bestaat uit een geel veld met in het kanton de vlag van het Verenigd Koninkrijk. In de Britse vlag staan vijf gele sterren; vier in elke arm van het Kruis van Sint-Joris en één in een blauwe cirkel in het midden. De vlag werd sinds 15 oktober 1975 in gebruik.
Het is zeer ongebruikelijk dat een Brits vaandel een geel veld heeft, dit is zo gekozen als symbool voor de warme zon. De vier sterren duiden op de goede verstandhouding en het bewind van en met Nieuw-Zeeland, (zie het Zuiderkruis) dat sinds 1901 de administratieve taken van Niue uitvoert. De grote centrale ster met de blauwe cirkel symboliseren de blauwe zee rond het eiland en het zelfbestuur van Niue op zich.

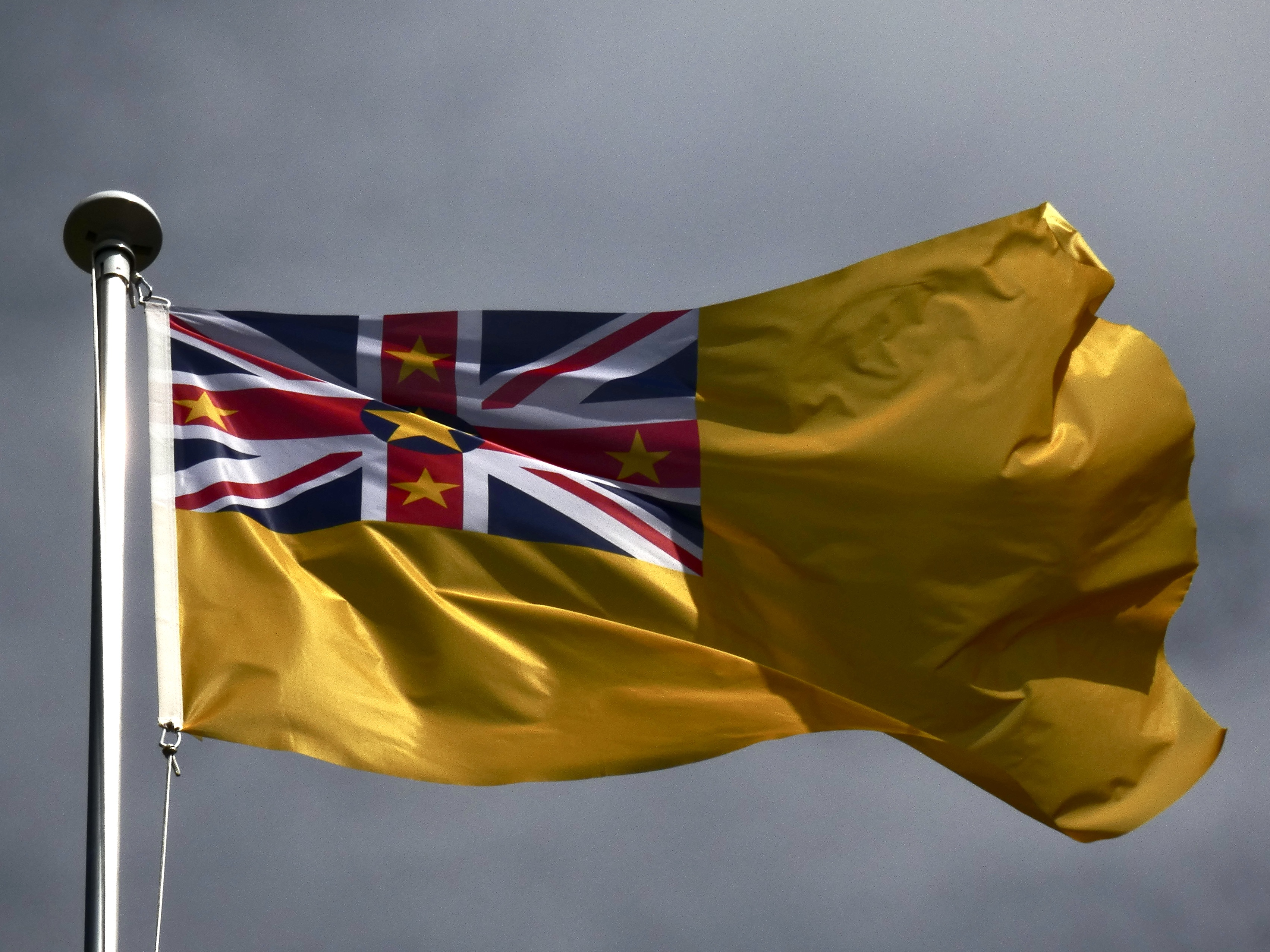
Vlag van Niue